# Laminopathie
Laminopathieën zijn zeldzame erfelijke aandoeningen die veroorzaakt worden door mutaties in genen die coderen voor eiwitten van de kernlamina, een structuur in de celkern. Laminopathieën zijn onderdeel van de nucleaire envelopathieën, een meer algemene term die in 2000 is bedacht voor ziekten die verband houden met defecten in het kernmembraan. Sinds het bekend raken van laminopathieën eind jaren negentig, zijn er veel onderzoeken gestart om de rol van eiwitten binnen de celkern in cel- en weefselintegriteit te verklaren.

## Symptomen
Laminopathieën gaan gepaard met verschillende klinische symptomen, waaronder dystrofie van de hart- en de skeletspieren, lipodystrofie en diabetes mellitus, dysplasie, dermo- of neuropathie, leukodystrofie en progeria (voortijdige verouderingsverschijnselen). De meeste van deze symptomen ontwikkelen zich na de geboorte, meestal tijdens de kindertijd of adolescentie. Sommige laminopathieën leiden echter tot een vroege dood; mutaties van lamine B (LMNB1-gen) schaden de embryonale ontwikkeling.

## Moleculaire oorzaken
Laminen zijn intermediaire filamenten binnen de celkern die een stevig, vezelig netwerk vormen. Dit netwerk, de kernlamina, is essentieel voor de mechanische ondersteuning van de celkern en voor de integriteit van het genetisch materiaal. De lamine-eiwitten staan in verbinding met het kernmembraan via farnesylankers en nucleaire membraaneiwitten zoals lamine B-receptoren of emerines. Mutaties in deze genen kunnen leiden tot defecten in de samenstelling van de kernlaminen, en tasten dus de algehele stabiliteit van de celkern aan. Dit is met name ernstig in beweegelijke weefsels zoals spiervezels, bot, huid en bindweefsel.

## Behandeling
Momenteel bestaat er geen remedie voor laminopathieën en behandeling is grotendeels symptoomverlichtend. Fysiotherapie en corrigerende orthopedische chirurgie kan nuttig zijn voor patiënten met spierdystrofieën. Laminopathieën die de hartspier beïnvloeden kunnen hartfalen veroorzaken waarvoor behandeling met medicijnen nodig is, waaronder ACE-remmers, bètablokkers en aldosteronantagonisten. Behandeling voor neuropathieën is vaak in de vorm van medicatie voor epileptische aanvallen en spasticiteit.